# Bang Nam Priao (huyện)
Bang Nam Priao (tiếng Thái: บางน้ำเปรี้ยว) là huyện cực tây bắc (amphoe) của tỉnh Chachoengsao, miền trung Thái Lan.

## Lịch sử
Vị trí trung tâm cũ của huyện Bang Nam Priao đã nằm ở Ban Ton Samrong, Tambon Bang Khanak. Năm 1905, chính quyền đã cho xây văn phòng huyện ở Tambon Bang Nam Priao. Năm 1952, chính quyền cho xây văn phòng mới ở bờ bắc Khlong Bang Khanak (Khlong Saen Saeb). Văn phòng huyện hiện nay đã được xây năm 1997.

## Địa lý
Các huyện giáp ranh (từ phía đông nam theo chiều kim đồng hồ) là Khlong Khuean, Mueang Chachoengsao của tỉnh Chachoengsao, Nong Chok của Bangkok, Lam Luk Ka thuộc tỉnh Pathum Thani, Ongkharak thuộc tỉnh Nakhon Nayok và Ban Sang thuộc tỉnh Prachinburi.
Nguồn nước quan trọng của vùng này là sông Bang Pakong và Khlong Saen Saeb.

## Hành chính
Huyện này được chia thành 10 phó huyện (tambon), subdivided into 148 làng (muban). Có 4 thị trấn (thesaban tambon) - Bang Nam Priao nằm trên một phần của tambon Bang Nam Priao and Phrong Akat, và Bang Khanak, Don Chimphli and Sala Daeng mỗi đơn vị nằm trên một số vùng đất của tambon cùng tên. Có 10 tổ chức hành chính tambon.
| 1.  | Bang Nam Priao | บางน้ำเปรี้ยว |  |
| 2.  | Bang Khanak    | บางขนาก    |  |
| 3.  | Singto Thong   | สิงโตทอง    |  |
| 4.  | Mon Thong      | หมอนทอง    |  |
| 5.  | Bueng Nam Rak  | บึงน้ำรักษ์    |  |
| 6.  | Don Ko Ka      | ดอนเกาะกา  |  |
| 7.  | Yothaka        | โยธะกา     |  |
| 8.  | Don Chimphli   | ดอนฉิมพลี    |  |
| 9.  | Sala Daeng     | ศาลาแดง    |  |
| 10. | Phrong Akat    | โพรงอากาศ  |  |